# Phytomyptera exul
Phytomyptera exul är en tvåvingeart som först beskrevs av Walker 1853.  Phytomyptera exul ingår i släktet Phytomyptera och familjen parasitflugor. Inga underarter finns listade i Catalogue of Life.